# TP Mazembe
TP Mazembe är en fotbollsklubb från Lubumbashi i Kongo-Kinshasa. År 2010 skrev klubben historia genom att bli det första laget utanför Europa och Sydamerika som gått till final i FIFA:s klubblagsmästerskap, efter att de den 14 december 2010 slog brasilianska Internacional med 2–0 i semifinalen. Laget förlorade dock finalen mot italienska Inter med 3–0.

## Placering tidigare säsonger
| Säsong  | Nivå | Liga         | Placering | Referens | Notering |
| ------- | ---- | ------------ | --------- | -------- | -------- |
| 2013    | 1    | Division Une | 1         | [ 3 ]    |          |
| 2013/14 | 1    | Division Une | 1         | [ 4 ]    |          |
| 2014/15 | 1    | Linafoot     | 2         | [ 5 ]    |          |
| 2015/16 | 1    | Linafoot     | 1         | [ 6 ]    |          |
| 2016/17 | 1    | Linafoot     | 1         | [ 7 ]    |          |
| 2017/18 | 1    | Linafoot     | 2         | [ 8 ]    |          |
| 2018/19 | 1    | Linafoot     | 1         | [ 9 ]    |          |
| 2019/20 | 1    | Linafoot     | 1         | [ 10 ]   |          |
| 2020/21 | 1    | Linafoot     | 2         | [ 11 ]   |          |
| 2021/22 | 1    | Linafoot     | 1         | [ 12 ]   |          |